# Platygyrium fuscoluteum
Platygyrium fuscoluteum là một loài Rêu trong họ Hypnaceae. Loài này được Cardot miêu tả khoa học đầu tiên năm 1910.